# سينا بافتيتش
سينا بافتيتش (بالكرواتية: Sena Pavetić) مواليد 12 يناير 1986 في أوسييك، جمهورية يوغوسلافيا الاشتراكية الاتحادية، هي لاعبة كرة سلة كرواتية معتزلة. بدأت مسيرتها الاحترافية في سنة 2001. حققت المركز الثالث في كرة السلة في ألعاب البحر الأبيض المتوسط 2009. اعتزلت اللعب في 2014.

## المسيرة الاحترافية
لعبت مع نادي بورجيز لكرة السلة للسيدات في موسم 2005–2006، ثم لعبت مع نادي ليبرتاس تروجيلوس لكرة السلة في موسم 2009–2010، ثم لعبت مع نادي غوسبيتش لكرة السلة للسيدات في موسم 2011–2012، ثم لعبت مع نادي نوفي زغرب لكرة السلة في موسم 2012–2013.

## الميداليات
| الميدالية | المسابقة                                     |
| --------- | -------------------------------------------- |
| برونزية   | كرة السلة في ألعاب البحر الأبيض المتوسط 2009 |

## روابط خارجية
- سينا بافتيتش على موقع الاتحاد الدولي لكرة السلة (الإنجليزية)
- سينا بافتيتش على موقع كرة السلة الأوروبية.كوم (الإنجليزية)
- سينا بافتيتش على موقع بروبوليرز (الإنجليزية)